# Acutelinopteridius mohelianus
Acutelinopteridius mohelianus är en skalbaggsart som beskrevs av Stefan von Breuning och Jean François Villiers 1958. Acutelinopteridius mohelianus ingår i släktet Acutelinopteridius och familjen långhorningar. Inga underarter finns listade i Catalogue of Life.